# Cerro Verde (El Salvador)

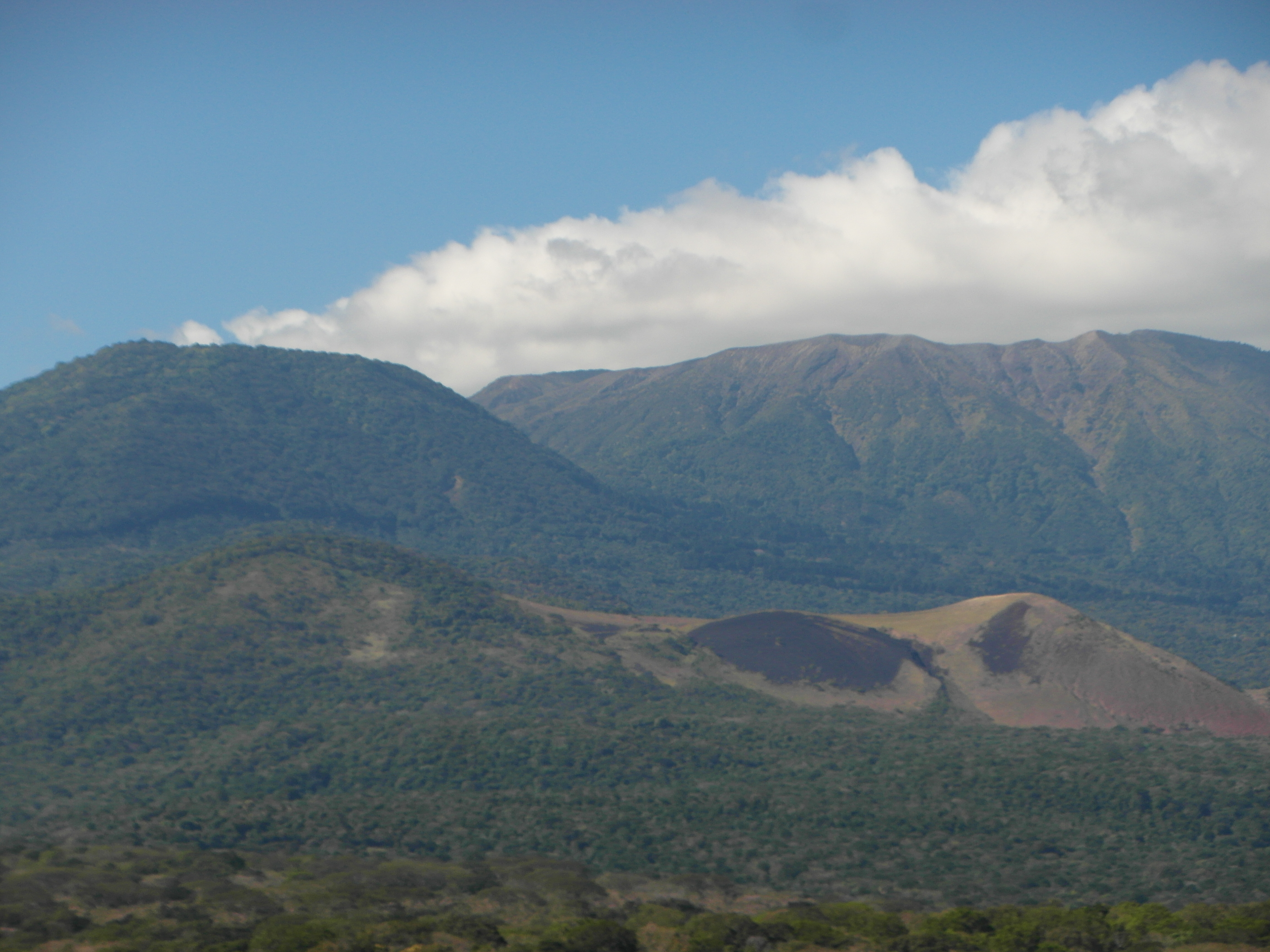
Cerro Verde parte del complejo Los Volcane

El Cerro Verde o Cuntetepeque es un volcán extinto ubicado en el Departamento de Santa Ana, El Salvador, en la cordillera de Apaneca. Tiene una altura de 2.030 m s. n. m. y su cráter se encuentra erosionado y cubierto por un espeso bosque nebuloso. Se estima que su última erupción fue hace 25 mil años a. C.
El Cerro Verde es parte del Parque Nacional Los Volcanes El Salvador contando con una extensión de 2,734.6 hectáreas y una total de todo el parque de 4,500 hectáreas, entre tierras estatales, municipales y privadas que es administrado por el Ministerio de Medio Ambiente y Recursos Naturales; ofrece miradores a los volcanes de Santa Ana, Izalco y al Lago de Coatepeque, además de un orquideario, paseo por el bosque y escaladas al mismo Volcán de Izalco (altura 1,980 metros sobre el nivel del mar) y al de Santa Ana (altura 2,381 metros sobre el nivel del mar). El parque también cuenta con tres senderos recreativos: Las Flores Misteriosas, Ventana a la Naturaleza y Antiguo Hotel de Montaña.

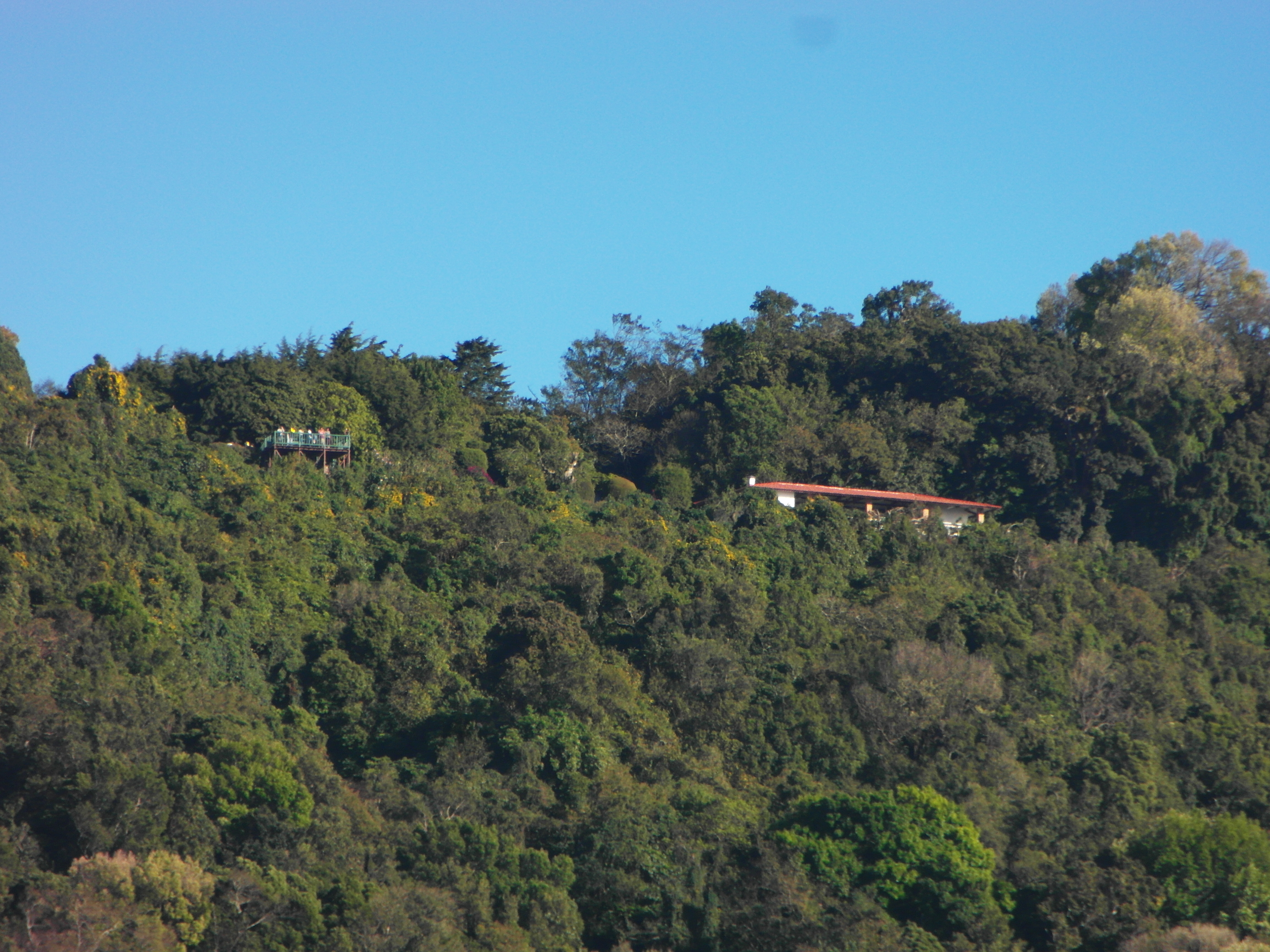
Mirador del cerro verde a la distancia

## Biodiversidad
Flora: Se reportan más de 125 especies de árboles que están presentes en los ecosistemas: Bosque Tropical Siempre Verde Latifoliado Altimontano. Páramo Altimontano y Flujo de lava con escasa vegetación. Predominando las especies depalo de cera, pinabete,  sapuyulo o especies propias de la lava como líquenes, licopodios, gramíneas y agaves; orquídeas de diferentes especies y bromelias conocidas como gallitos. En el páramo existe un grupo de especies únicas en el país; se caracterizan por presentar hojas anchas y achatadas o suaves debido a la presencia de pelos, estas especies se adaptan a los gases sulfurosos y fuertes vientos que ocurren en el volcán.  Aproximadamente existen 134 hectáreas de plantaciones de ciprés que fueron introducidas por los antiguos propietarios.

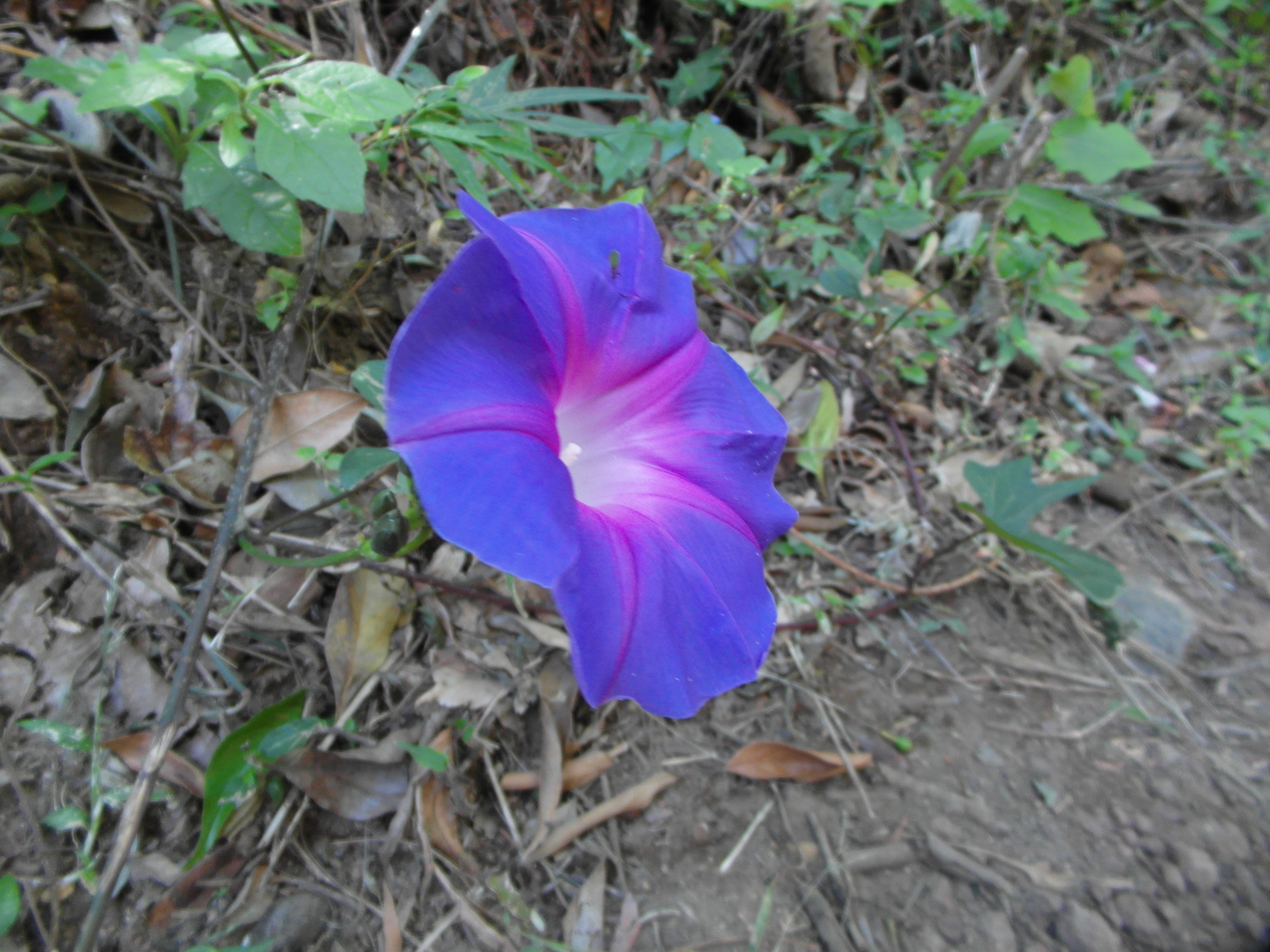
flora en el cerro verde

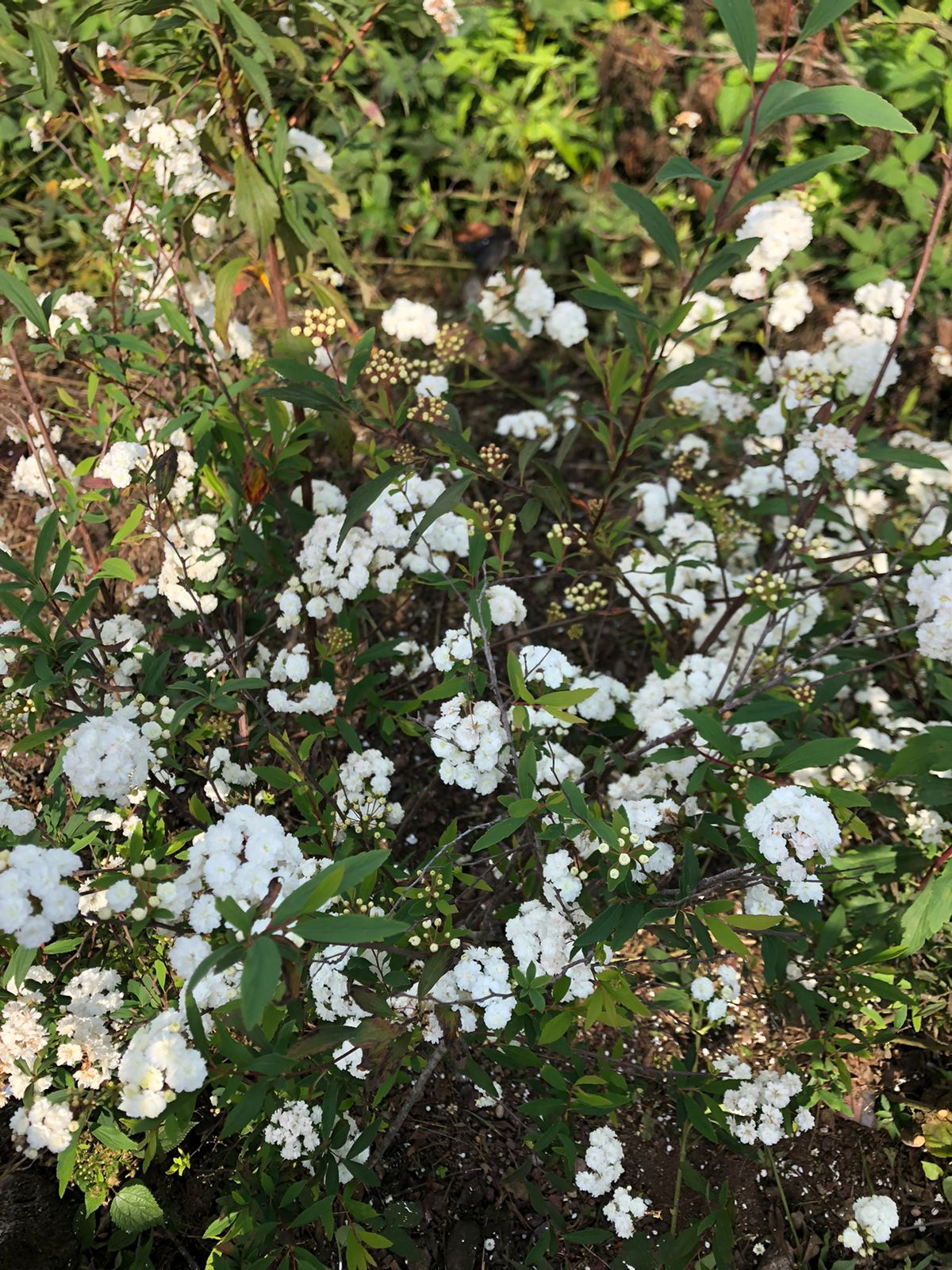
Flor canastillo.

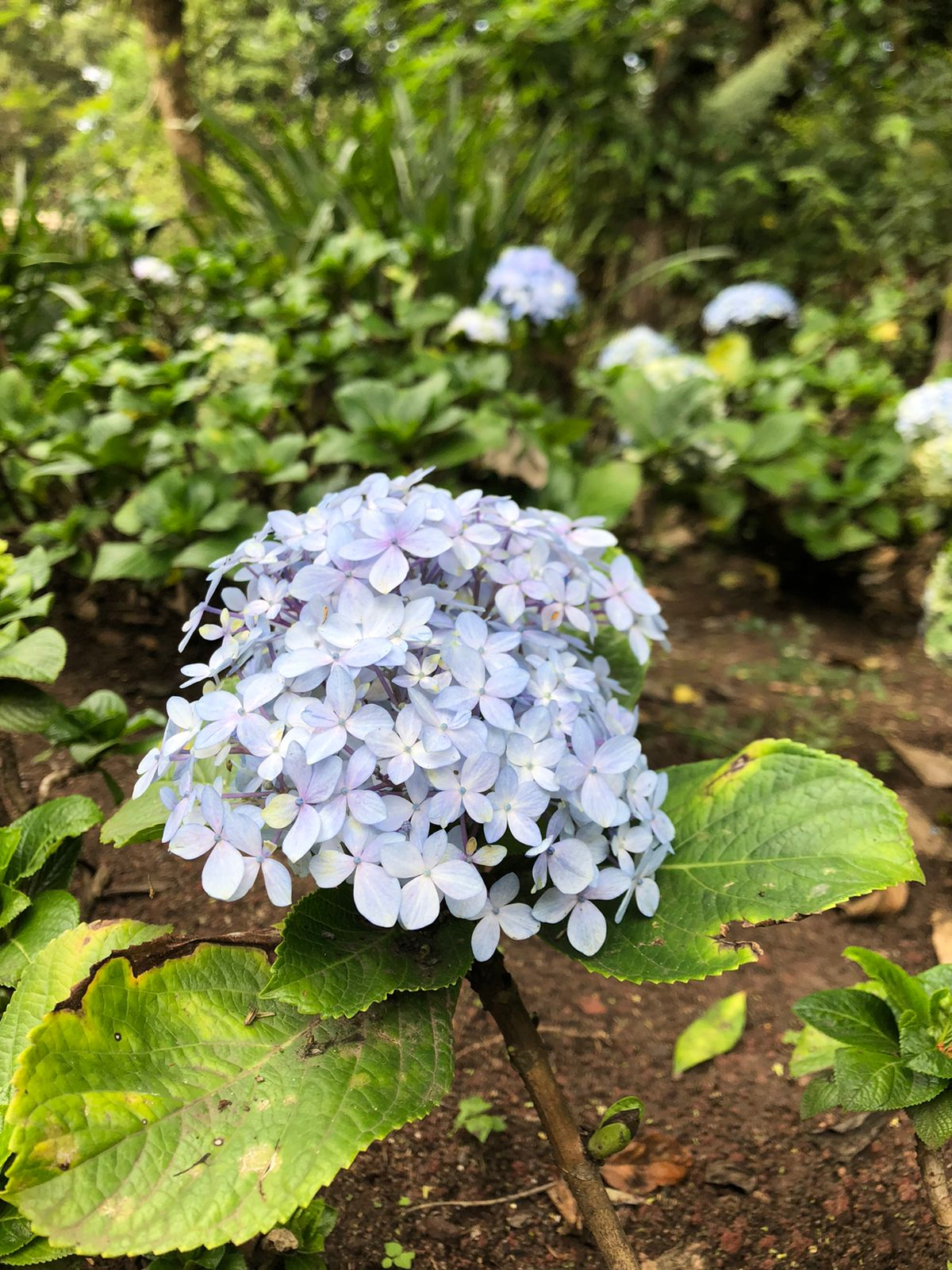
Flor hortensia.

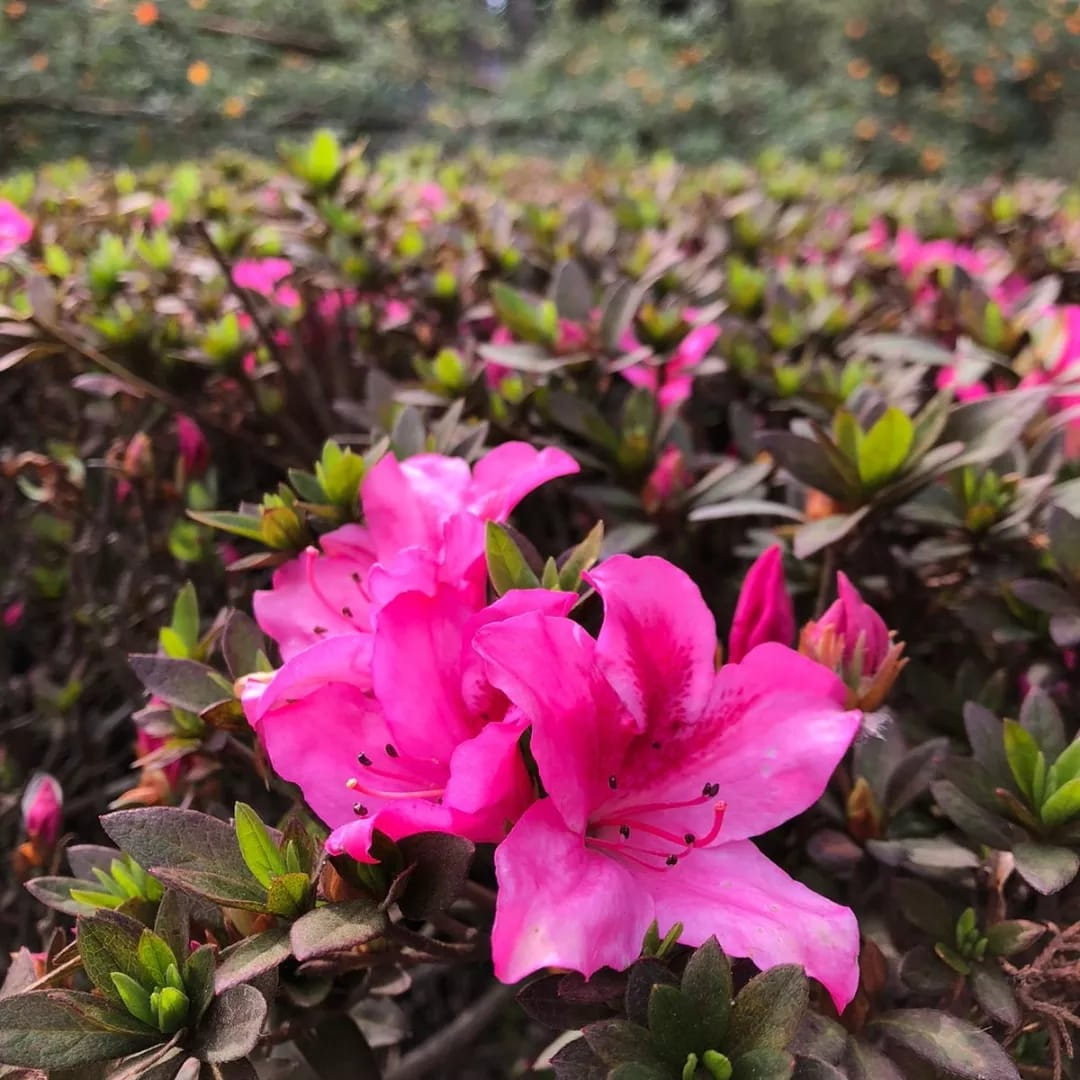

Fauna: Entre los mamíferos se encuentran: coyotes, zorro espín, venado, tigrillo. Aves: gavilán cola corta, halcón de monte y águila negra entre otras. Es una de las pocas áreas naturales donde se han realizado monitoreo de aves, mamíferos, anfibios, reptiles.
Servicios ecosistémicos y atención a visitantes: Cuenta con dos centros de visitación en los sectores de San Blas y Los Andes. Posee instalaciones para alojamiento de investigadores, turistas, áreas de acampar, salón de usos múltiples, miradores y senderos para caminatas que conducen al Cráter volcánico y área para fogata. Entre los servicios ecosistémicos cabe mencionar el abastecimiento de agua a las comunidades, la belleza escénica, la recreación y el turismo.

## Clima
El clima es fresco, en promedio ronda los 6 °C a 8 °C, aunque puede variar bruscamente a un ambiente más cálido, este cambio depende en gran medida a la luz solar.  Al principio o final del día, como cuando hay presencia de nubes, la temperatura desciende, al igual que con el viento. Un día normal, se puede disfrutar de un clima entre 16 °C a 24 °C. En los meses de mayo a octubre llueve copiosamente, por lo que se recomienda acampar en los meses restantes.

## Turismo
Para los amantes de las caminatas al aire libre y los bellos paisajes, en el Parque se permite el acceso a las cumbres de los tres Volcanes.
Estación de Guardaparques sector San Blas. Parque Nacional Los Volcanes. El Salvador.
El Parque Nacional Los Volcanes cuenta con tres accesos habilitados para turistas: 
1. El Sector Cerro Verde, de fácil acceso por carretera pavimentada (Carretera a Cerro Verde). 
Posee un turicentro administrado por el Instituto Salvadoreño de Turismo, senderos, orquidario, miradores, cafetería, guías locales y un hotel de montaña pronto a reabrirse. Desde aquí se organizan las caminatas a los otros volcanes con escolta de policía de turismo. 
2. El Sector San Blas, con acceso vehicular a través de 200 metros de una derivación de tierra y piedra, 11 kilómetros después del desvío al Cerro Verde, cuenta con una estación de guardaparques, cafetería, cabañas tipo “mochilero” y una versión más confortable tipo iglú. Desde aquí parten senderos hacia las cumbres de los tres volcanes. 
3. El Sector Los Andes, 6.5 km por calle de tierra (se requiere 4x4) desde la Carretera a Cerro Verde (8.4 kilómetros después del desvío), es el más privado, con estación de guardaparques, centro de visitantes, infraestructura para capacitaciones y eventos; estación biológica, áreas de campamento y almuerzo debidamente equipadas, orquidario, comedor, albergue ecológico tipo “deckcamping” y sendero al cráter de Santa Ana.
Existen muchos lugares que ofrecen cabañas y campos para acampar, todo debe de a hacerse con previa reservación para evitar inconvenientes, les mostramos un video de una finca para acampar en el parque los volcanes, Vacaciones en el Parque Los Volcanes. El Salvador.
En 2019 el Gobierno de El Salvador tiene previsto volver a inaugurar el Hotel de Montaña Cerro Verde, el cual ha estado cerrado por más de dos décadas y promete ser otro de los destinos turísticos y otra de las opciones de alojamiento dentro del Parque Nacional Los Volcanes. 
En general el clima es fresco. Como en el resto del país, los mejores meses para actividades de campo son mayo, junio, octubre, noviembre y diciembre; aunque una visita en cualquier otro momento también le resultará placentera. 
Por razones de seguridad las caminatas a las cumbres de los volcanes de Izalco y Santa Ana deben hacerse en compañía de guías locales y personal especializado; infórmese en las estaciones de guías, guarda-recursos y Policía de turismo. 

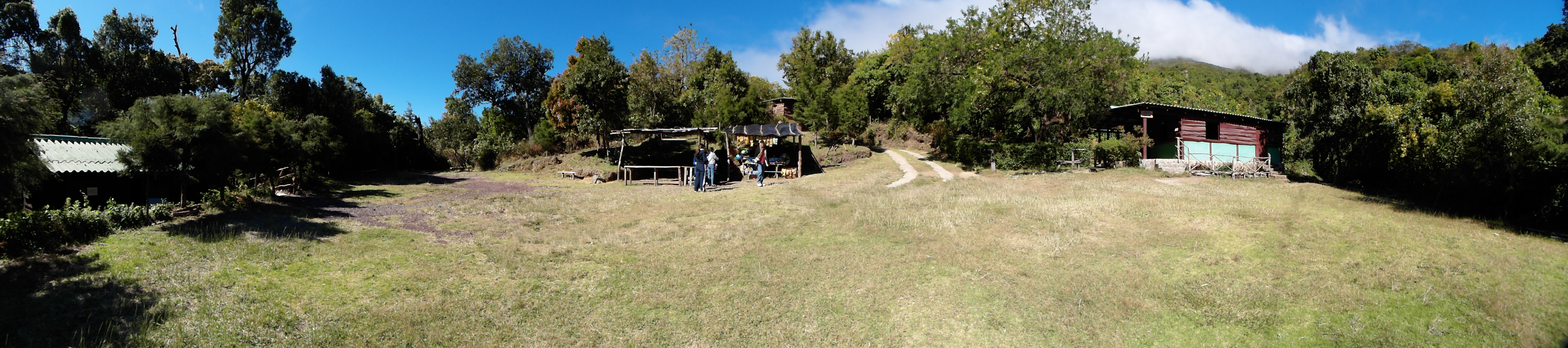
Estación de Guardaparques Sector San Blas

## Reglamento interno para el turismo en el Parque Nacional Los Volcanes
- Existe un registro obligatorio en las casetas de entrada del Parque.
- El ingreso de bebidas embriagantes está prohibido, así como fumar dentro del Parque.
- Depositar la basura en bolsas plásticas, y retirarla del área.
- El uso de altavoces y bocinas de vehículos están prohibidas ya que afecta el comportamiento de la fauna silvestre.
- Si porta armas deberá dejarlas en la caseta de entrada.
- Atienda las sugerencias de los Guías y guardaparques, ellos están autorizados para aplicar la Ley de Áreas Naturales Protegidas.
- Es obligatorio ascender al cráter custodiado por agentes de POLITUR o Guías Turísticos.
- Hacer fogata y cocina solo se permite en los sitios indicados dentro del área natural.
- Manchar, calar o rallar rocas, árboles, hornillas, mesas, rótulos y cabañas no es permitido.
- Los visitantes y personas de las comunidades internas del Parque deben abstenerse de conducir bicicletas y motos, así como montar caballos o conducir ganado por las calles y senderos.
- Los Guardaparques decomisarán aparatos de sonido, armas de fuego, corvos, hondillas, bebidas embriagantes y mascotas.
- Hacer escándalos, quemar pólvora, gritar, tocar instrumentos musicales, encender aparatos de sonido o intimidar a terceras personas está prohibido.
- Debe tener precaución al conducir su vehículo, la velocidad máxima es de 10 kilómetros por hora en el caso del Sector Los Andes.

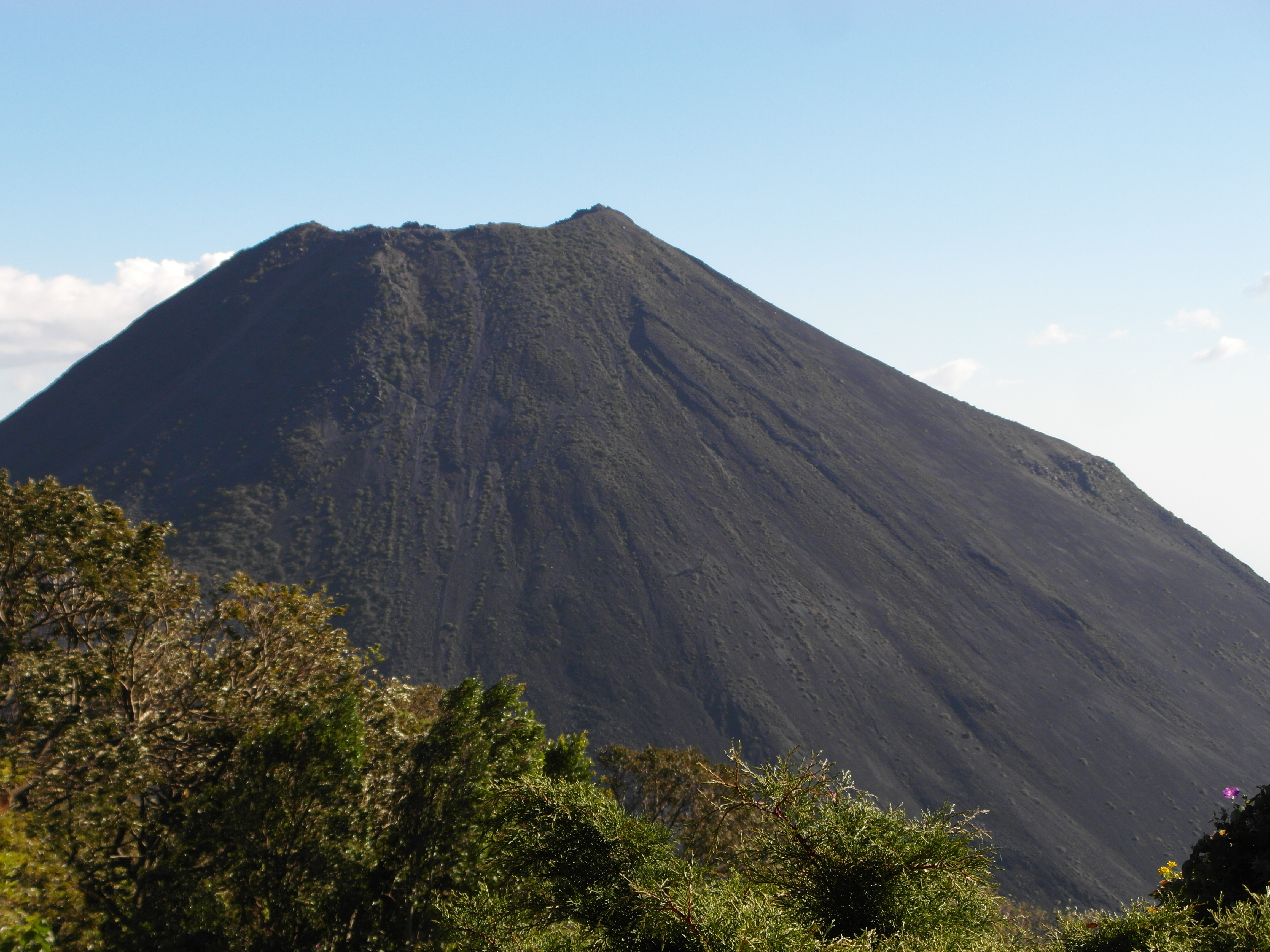
vista del volcán de Izalco